# 伯氏吻陶鯰
伯氏吻陶鯰，為輻鰭魚綱鯰形目鼬鯰科的其中一種，為熱帶淡水魚，分布於南美洲亞馬遜河上游流域，體長可達13.3公分，棲息在底層水域，生活習性不明。

## 扩展阅读
維基物種上的相關：伯氏吻陶鯰